# Les Preses (ort)
Les Preses är en ort i Spanien.   Den ligger i provinsen Província de Girona och regionen Katalonien, i den östra delen av landet, 500 km öster om huvudstaden Madrid. Les Preses ligger 468 meter över havet och antalet invånare är 619.
Terrängen runt Les Preses är huvudsakligen kuperad, men västerut är den bergig. Runt Les Preses är det ganska glesbefolkat, med 42 invånare per kvadratkilometer. Närmaste större samhälle är Olot, 4,7 km nordost om Les Preses. I omgivningarna runt Les Preses växer i huvudsak blandskog.